# 942
El 942 (CMXLII) fou un any comú iniciat en dissabte pertanyent a l'edat mitjana.

## Esdeveniments
- S'inicia el pontificat de Marí II, que succeeix Esteve VIII.
- Els magiars arriben en el seu saqueig fins a Lleida (Ràtzia hongaresa)
- Construcció de la Catedral de Gant

## Naixements
- Abu Nasir Baha al-Din Sabur ibn Ardashir, visir dels buwàyhides de Fars.

## Necrològiques
- Esteve VIII, Papa de l'Església Catòlica
- Entre el 8 i el 22 de novembre: Emma de Barcelona, abadessa del monestir de Sant Joan de les Abadesses.[1]
- Radulf de Barcelona, bisbe d'Urgell i abat de Ripoll
- Odó de Cluny, monjo